# تپه قلعه کوچک چورس
تپه قلعه کوچک چورس مربوط به دوره تیموریان - دوره صفوی - دوره قاجار است و در بخش مرکزی شهرستان چایپاره در روستای چورس واقع شده و این اثر در تاریخ ۱۰ خرداد ۱۳۸۲ با شمارهٔ ثبت ۸۷۵۵ به‌عنوان یکی از آثار ملی ایران به ثبت رسیده است.